# Villeroy-sur-Méholle
Villeroy-sur-Méholle és un municipi francès situat al departament del Mosa i a la regió del Gran Est. L'any 2007 tenia 33 habitants.

## Demografia

### Població
El 2007 la població de fet de Villeroy-sur-Méholle era de 33 persones. Hi havia 15 famílies, de les quals 7 eren unipersonals (7 homes vivint sols), 4 parelles sense fills i 4 parelles amb fills.
La població ha evolucionat segons el següent gràfic:
Habitants censats

### Habitatges
El 2007 hi havia 24 habitatges, 19 eren l'habitatge principal de la família, 1 era una segona residència i 4 estaven desocupats. 23 eren cases i 1 era un apartament. Dels 19 habitatges principals, 16 estaven ocupats pels seus propietaris, 2 estaven llogats i ocupats pels llogaters i 1 estava cedit a títol gratuït; 1 tenia una cambra, 3 en tenien dues, 6 en tenien quatre i 9 en tenien cinc o més. 17 habitatges disposaven pel capbaix d'una plaça de pàrquing. A 10 habitatges hi havia un automòbil i a 7 n'hi havia dos o més.

### Piràmide de població
La piràmide de població per edats i sexe el 2009 era:
| Homes | Edats   | Dones |
| ----- | ------- | ----- |
| 0     | 95 o +  | 0     |
| 0     | 90 a 94 | 0     |
| 0     | 85 a 89 | 0     |
| 0     | 80 a 84 | 0     |
| 4     | 75 a 79 | 4     |
| 0     | 70 a 74 | 4     |
| 0     | 65 a 69 | 0     |
| 4     | 60 a 64 | 0     |
| 0     | 55 a 59 | 4     |
| 0     | 50 a 54 | 0     |
| 0     | 45 a 49 | 0     |
| 0     | 40 a 44 | 0     |
| 0     | 35 a 39 | 0     |
| 4     | 30 a 34 | 0     |
| 0     | 25 a 29 | 0     |
| 0     | 20 a 24 | 0     |
| 0     | 15 a 19 | 0     |
| 0     | 10 a 14 | 0     |
| 0     | 5 a 9   | 0     |
| 0     | 0 a 4   | 0     |

## Economia
El 2007 la població en edat de treballar era de 16 persones, 13 eren actives i 3 eren inactives. De les 13 persones actives 12 estaven ocupades (7 homes i 5 dones) i 2 estaven aturades (1 home i 1 dona). De les 3 persones inactives 2 estaven jubilades i 1 estava classificada com a «altres inactius».
Activitats econòmiques
Dels 2 establiments que hi havia el 2007, 1 era d'una empresa alimentària i 1 d'una empresa d'informació i comunicació.

## Poblacions més properes
El següent diagrama mostra les poblacions més properes.